# Estação Alt-Tegel

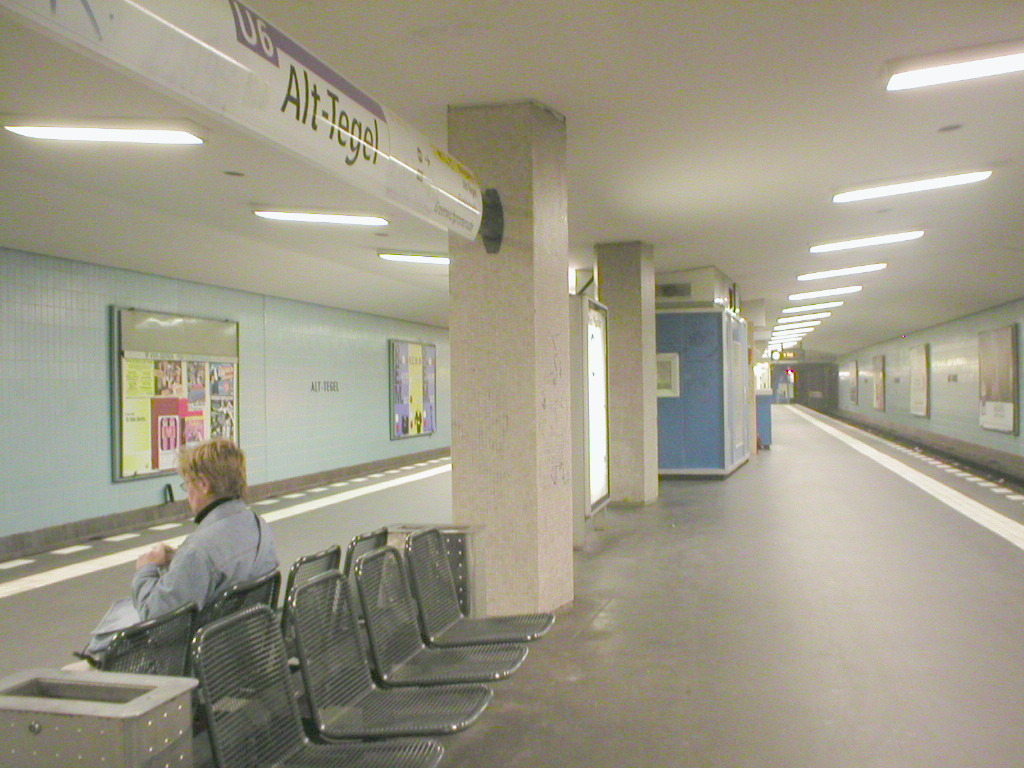

Alt-Tegel é uma das estações terminais da linha U6 da U-Bahn de Berlim, na Alemanha.